# Zamarada anna
Zamarada anna är en fjärilsart som beskrevs av Fletcher 1974. Zamarada anna ingår i släktet Zamarada och familjen mätare. Inga underarter finns listade i Catalogue of Life.